# Sèrie (matemàtiques)

La sèrie geomètrica 1 + 1/2 + 1/4 + 1/8 + ... convergeix a 2.

En matemàtiques, una sèrie és la suma dels termes d'una successió.

Normalment es representa una sèrie amb termes {\displaystyle {\{a_{n}\}}_{n\in \{1,\cdots ,N\}}} com {\displaystyle \sum _{i=1}^{N}a_{i}} on {\displaystyle N\in \mathbb {N} } és l'índex final de la sèrie. Les sèries infinites són aquelles on el subíndex agafa el valor d'absolutament tots els nombres naturals, és a dir, {\displaystyle \sum _{i\in \mathbb {N} }a_{i}}.
En l'àmbit del càlcul infinitesimal, se solen classificar les sèries en dos tipus. Es diu que una sèrie {\displaystyle S=\sum _{i\in \mathbb {N} }a_{i}} per {\displaystyle a_{i}\in E\quad \forall i\in \mathbb {N} } convergeix (o, equivalentment, que és sumable) si {\displaystyle \lim _{k\to \infty }\,\,\sum _{i=0}^{k}a_{i}=L} per algun {\displaystyle L\in E}. A aquest {\displaystyle L} se l'anomena suma de la sèrie. D'altra banda, es diu que la sèrie divergeix en la resta de casos. Quan {\displaystyle E} és un espai euclidià, s'anomenen sèries oscil·latòries a aquelles que no tenen límit a la compactació de {\displaystyle {\bar {E}}} (l'adherència de {\displaystyle E}).
L'estudi de les sèries és un dels àmbits principals de l'anàlisi matemàtica i els seus resultats són vitals per múltiples disciplines, incloent-hi la física, la computació, l'estadística i l'economia.

## Introducció intuïtiva
Serveixi com a exemple la sèrie següent, que anomenarem S: 
{\displaystyle S=1-1+1-1+1-1+1...}.
Aquesta sèrie es pot escriure de manera compacta amb la notació de sumatoris com segueix: 
{\displaystyle S=\sum _{n=0}^{\infty }\ (-1)^{n}}.
Notem que les regles de la suma habitual (associativitat, commutativitat i distributivitat) poden portar a contradiccions a l'hora d'aplicar-les a sumes infinites. Continuant amb l'exemple anterior, es pot veure com agrupant els termes de diverses maneres s'obtenen resultats diferents. Una possibilitat seria aquesta:
{\displaystyle S=(1-1)+(1-1)+(1-1)+(1-1)+...=0+0+0+0+...=0}
i una altra podria ser aquesta:
{\displaystyle S=1+(-1+1)+(-1+1)+(-1+1)+...=1+0+0+0+...=1}
O, fins i tot:
{\displaystyle S=1-1+1-1+1-1+1...=1-(1-1+1-1+1-1...)=1-S\Longrightarrow 2S=1\Longrightarrow S=1-1+1-1+1-1+1...={\frac {1}{2}}}
Amb aquest exemple tan senzill es pot veure que les regles usuals de la suma no poden aplicar-se en sumes amb un nombre infinit de termes. És per aquest motiu que s'usa una definició diferent pel terme "suma" quan es tracta amb sèries d'infinits termes.

## Definició
Per tota successió {\displaystyle {\{a_{n}\}}_{n>0}} d'elements (ja siguin nombres reals, complexos, funcions, etc.) la seva sèrie associada es defineix com la suma formal:
{\displaystyle \sum _{i=0}^{\infty }a_{i}=a_{0}+a_{1}+a_{2}+\cdots }.
També es defineix la seqüència de sumes parcials {\displaystyle \{S_{k}\}} associada a {\displaystyle \sum _{i=0}^{\infty }{a_{i}}} amb termes
{\displaystyle S_{k}=\sum _{i=0}^{k}a_{i}=a_{0}+a_{1}+a_{2}+\cdots +a_{k}}

Aleshores, definim la suma de la sèrie {\displaystyle \sum _{i=0}^{\infty }a_{i}} com el límit (si existeix)
{\displaystyle \sum _{i=0}^{\infty }a_{i}\equiv \lim\{S_{k}\}}
Aquesta definició posa de manifest la raó per la qual les sèries convergents també se solen anomenar sumables. De fet, podem reescriure l'expressió anterior com
{\displaystyle \sum _{i=0}^{\infty }a_{i}\equiv \lim\{S_{k}\}=\lim _{k\to \infty }\sum _{i=0}^{k}a_{i}}
En general podem definir l'aplicació 
{\displaystyle \sum _{i=0}^{\infty }\equiv \lim _{k\to \infty }\sum _{i=0}^{k}}
Un resultat molt útil a l'hora de manipular les sèries és el següent:
"Sigui {\displaystyle n\in \mathbb {N} } tota sèrie {\displaystyle \sum _{i=0}^{\infty }a_{i}} es pot descompondre com una suma finita més una sèrie residual com {\displaystyle \sum _{i=0}^{\infty }a_{i}=\sum _{i=0}^{n-1}a_{i}+\sum _{i=n}^{\infty }a_{i}}."
En efecte aquest resultat és conseqüència directa de la definició,, ja que
{\displaystyle \sum _{i=0}^{\infty }a_{i}\equiv \lim _{k\to \infty }\sum _{i=o}^{k}a_{i}=\lim _{k\to \infty }{\Bigg (}\sum _{i=o}^{n-1}a_{i}+\sum _{i=n}^{k}a_{i}{\Bigg )}=\lim _{k\to \infty }\sum _{i=o}^{n-1}a_{i}+\lim _{k\to \infty }\sum _{i=n}^{k}a_{i}\equiv \sum _{i=0}^{n-1}a_{i}+\sum _{i=n}^{\infty }a_{i}}
La utilitat d'aquest resultat és el fet que la classificació de la sèrie {\displaystyle \sum _{i=0}^{\infty }a_{i}} és la mateixa que la sèrie {\displaystyle \sum _{i=n}^{\infty }a_{i}} (Això també es veu clar a partir de la definició que s'ha donat a l'inici sobre la classificació de les sèries) i, en conseqüència, si fem un nombre finit de canvis a la sèrie {\displaystyle \sum _{i=0}^{\infty }a_{i}} això no afecta a la seva classificació ja que, al fer un nombre finit de canvis sempre podrem trobar un número {\displaystyle n} prou gran perquè tots els canvis que s'hagin fet estiguin dins la suma {\displaystyle \sum _{i=0}^{n-1}a_{i}}.

## Propietats

### Propietat associativa
Hem vist en donar la introducció intuïtiva que al aplicar la propietat associativa a les sèries podem arribar a contradiccions, per això és molt important saber quan és possible aplicar aquesta propietat i quan no.
"La propietat associativa només és aplicable a sèries convergents i sèries divergents no oscil·latòries. Aplicar-la a sèries oscil·latòries pot portar a contradiccions."
Podem definir la propietat associativa (de forma barroera, la definició correcta és aquesta) com la possibilitat de posar parells de parèntesis () on vulguem sense que això afecti al resultat de la suma.
Analitzem que passa si, a la sèrie {\displaystyle \sum _{i=0}^{\infty }a_{i}} hi posem un nombre finit de parèntesis. Pel que hem vist a l'apartat anterior, podem trobar un nombre {\displaystyle n} prou gran tal que tots els parèntesis que posem estiguin inclosos dins la suma finita {\displaystyle \sum _{i=0}^{n-1}a_{i}}, com que aquesta és una suma finita (i la propietat associativa es compleix en una suma finita) és clar que el resultat de la sèrie {\displaystyle \sum _{i=0}^{\infty }a_{i}} no es veu afectat (sense importar el tipus de sèrie del que es tracti). El cas interessant és quan el nombre de parèntesis és infinit.
Sigui {\displaystyle \sum _{i=0}^{\infty }a_{i}=a_{0}+a_{1}+a_{2}+a_{3}+a_{4}+a_{5}+a_{6}+a_{7}+a_{8}+a_{9}+a_{10}+...} hem vist que {\displaystyle \sum _{i=0}^{\infty }a_{i}=\lim\{S_{k}\}=\lim\{S_{0},S_{1},S_{2},S_{3},S_{4},S_{5},S_{6},S_{7},S_{8},S_{9},S_{10}...\}} amb {\displaystyle S_{k}=\sum _{i=0}^{k}a_{i}}.

Si col·loquem infinits parèntesis a la sèrie, deixant-la, per exemple
{\displaystyle (a_{0}+a_{1}+a_{2}+a_{3})+a_{4}+(a_{5}+a_{6}+a_{7})+a_{8}+(a_{9}+a_{10})+...}
Aleshores, tenim una sèrie diferent {\displaystyle \sum _{i=0}^{\infty }b_{i}} amb {\displaystyle b_{0}=a_{0}+a_{1}+a_{2}+a_{3};b_{1}=a_{4};b_{2}=a_{5}+a_{6}+a_{7};b_{3}=a_{8};b_{4}=a_{9}+a_{10};...}I, per definició

{\displaystyle \sum _{i=0}^{\infty }b_{i}=\lim\{S_{k}^{'}\}} amb {\displaystyle S_{k}^{'}=\sum _{i=0}^{k}b_{i}}. Notem aleshores que, en el nostre cas concret,
{\displaystyle S_{0}^{'}=b_{0}=a_{0}+a_{1}+a_{2}+a_{3}=S_{3}\,;\,S_{1}^{'}=b_{0}+b_{1}=S_{4}\,;\,S_{2}^{'}=S_{7}\,;\,S_{3}^{'}=S_{8}\,;\,S_{4}^{'}=S_{10}}
Per tant, {\displaystyle \{S_{k}^{'}\}=\{S_{3},S_{4},S_{7},S_{8},S_{10},...\}} és una successió parcial de la successió {\displaystyle \{S_{k}\}} (com es pot veure comparant les successions). Com que, si una successió {\displaystyle \{a_{n}\}} és convergent (divergent), totes les seves successions parcials {\displaystyle \{a_{n_{k}}\}} són convergents (divergents) i convergeixen al mateix valor que la successió original. Per tant, si {\displaystyle \sum _{i=0}^{\infty }a_{i}=\lim\{S_{k}\}} és convergent, aleshores {\displaystyle \sum _{i=0}^{\infty }b_{i}=\lim\{S_{k}^{'}\}=\lim\{S_{k}\}=\sum _{i=0}^{\infty }a_{i}} demostrant la propietat associativa per aquest tipus de sèrie.
Si {\displaystyle \sum _{i=0}^{\infty }a_{i}=\lim\{S_{k}\}} és divergent, aleshores {\displaystyle \sum _{i=0}^{\infty }b_{i}=\lim\{S_{k}^{'}\}(=\pm \infty )=\lim\{S_{k}\}=\sum _{i=0}^{\infty }a_{i}} demostrant la propietat associativa per aquest tipus de sèrie.
Si una sèrie és oscil·latòria, aleshores no podem afirmar que {\displaystyle \sum _{i=0}^{\infty }b_{i}=\lim\{S_{k}^{'}\}=\lim\{S_{k}\}=\sum _{i=0}^{\infty }a_{i}} ja que tota successió (convergent o no) pot tenir successions parcials convergents. Aquest és el cas de la sèrie {\displaystyle S=\sum _{i=0}^{\infty }(-1)^{i}} com hem vist més amunt. El fet que no totes les sèries tinguin propietat associativa i que una sèrie oscil·latòria pugui esdevenir convergent en aplicar la propietat associativa té com a conseqüència que en les sèries no es pot aplicar la propietat dissociativa.

### Linealitat de les sèries
Si tenim dues sèries convergents {\displaystyle \sum _{i=0}^{\infty }a_{i}} i {\displaystyle \sum _{i=0}^{\infty }b_{i}} aleshores es compleix que
{\displaystyle \sum _{i=0}^{\infty }(\lambda a_{i}+\mu b_{i})=\lambda \sum _{i=0}^{\infty }a_{i}+\mu \sum _{i=0}^{\infty }b_{i}}4
En efecte és conseqüència de la linealitat de la suma i la linealitat del límit, ja que:
{\displaystyle \sum _{i=0}^{\infty }(\lambda a_{i}+\mu b_{i})\equiv \lim _{k\to \infty }\sum _{i=0}^{k}(\lambda a_{i}+\mu b_{i})=\lambda \lim _{k\to \infty }\sum _{i=0}^{k}a_{i}+\mu \lim _{k\to \infty }\sum _{i=0}^{k}b_{i}\equiv \lambda \sum _{i=0}^{\infty }a_{i}+\mu \sum _{i=0}^{\infty }b_{i}}

## Sèries numèriques de nombres reals
Es diu que una sèrie {\displaystyle \sum _{i=0}^{\infty }a_{i}} és una sèrie numèrica quan el elements de la successió {\displaystyle \{a_{i}\}} són nombres. En concret, quan són nombres reals parlem de sèries numèriques de nombres reals. Aquestes sèries tenen certes propietats que altres sèries no tenen. Vegem alguns exemples.

### Criteri general de convergència d'una sèrie (numèrica de nombres reals)
Hem vist que, per definició, una sèrie {\displaystyle \sum _{i=0}^{\infty }a_{i}} és convergent si i només si el límit {\displaystyle \lim\{S_{k}\}} essent {\displaystyle S_{k}=\sum _{i=0}^{k}a_{i}} les sumes parcials, convergeix a un nombre real. Però una successió de nombres reals és convergent si i només si és de Cauchy. Per tant, podem afirmar que
{\displaystyle \sum _{i=0}^{\infty }a_{i}} és convergent {\displaystyle \Longleftrightarrow \{S_{k}\}\rightarrow l\in \mathbb {R} \Longleftrightarrow \{S_{k}\}} és de Cauchy.
Però una successió de Cauchy compleix (per definició) que{\displaystyle \forall \varepsilon >0,\exists n_{0}\in \mathbb {N} \ |\ |S_{m}-S_{n}|<\varepsilon ,\forall n,m>n_{0}}.
Suposem ara que {\displaystyle m>n}, aleshores {\displaystyle S_{m}=\sum _{i=0}^{m}a_{i}=\sum _{i=0}^{n}a_{i}+a_{n+1}+a_{n+2}+...a_{m}=S_{n}+a_{n+1}+a_{n+2}+...a_{m}\Longrightarrow S_{m}-S_{n}=a_{n+1}+a_{n+2}+...a_{m}}
Si definim {\displaystyle p=m-n\,(>0)}, aleshores {\displaystyle S_{m}-S_{n}=a_{n+1}+a_{n+2}+...a_{n+p}}
Per tant, {\displaystyle \forall \varepsilon >0,\exists n_{0}\in \mathbb {N} \ |\ |a_{n+1}+a_{n+2}+...a_{n+p}|<\varepsilon }. Com que aquest expressió s'ha de complir {\displaystyle \forall n,m>n_{0}}, el valor de {\displaystyle p} pot ser qualsevol nombre natural i l'expressió que acabem de trobar s'ha de complir {\displaystyle \forall n>n_{0},\forall p}. El criteri general de convergència d'una sèrie és precisament:
Com a conseqüència, podem afirmar que: {\displaystyle \sum _{i=0}^{\infty }a_{i}} és convergent {\displaystyle \Longrightarrow \{a_{i}\}\rightarrow 0}. El recíproc però, no és cert, la sèrie harmònica n'és un exemple.

### Convergència absoluta i condicional
Es diu que la sèrie {\displaystyle \sum _{i=0}^{\infty }a_{i}} és absolutament convergent si la sèrie {\displaystyle \sum _{i=0}^{\infty }|a_{i}|} és convergent. Una cosa interessant d'aquest tipus de sèries és que
{\displaystyle \sum _{i=0}^{\infty }a_{i}} és absolutament convergent {\displaystyle \Longrightarrow \sum _{i=0}^{\infty }a_{i}} és convergent.
El recíproc no és cert (la sèrie harmònica alterna és convergent, però no ho és absolutament, ja que la sèrie harmònica és divergent).
Precisament les sèries que compleixen aquesta condició (ser convergents, però no absolutament convergents) se les anomenen sèries condicionalment convergents.

## Exemples
Veiem alguns exemples de sèries numèriques de nombres reals
- Sèrie geomètrica:

Notar que la sèrie presentada a l'apartat "introducció intuïtiva" és precisament la sèrie geomètrica pel cas en què {\displaystyle r=-1}.
- Sèrie harmònica:

Aquesta sèrie és divergent.
- Sèrie harmònica generalitzada:

La sèrie harmònica és el cas concret d'aquesta sèrie en la què {\displaystyle p=1}.
- Sèrie harmònica alterna:

### Conceptes relacionats
- Successió
- Sèrie convergent
- Sèrie divergent
- Sèrie alternada
- Sèrie geomètrica
- Sèrie telescòpica
- Sèrie de Bell
- Sèrie de Dirichlet
- Sèrie de Lambert
- Sèrie de Laurent
- Sèrie de Taylor

### Algunes sèries notables
- Sèrie harmònica
- Sèrie dels inversos dels nombres primers
- Sèrie de Grandi
- 1 − 2 + 3 − 4 + ...